# Landwiesen
Koordinaten: 49° 54′ 33″ N, 7° 35′ 17″ O
Das Naturschutzgebiet Landwiesen liegt im Landkreis Bad Kreuznach und im Rhein-Hunsrück-Kreis in Rheinland-Pfalz. Das 154,47 ha große Gebiet, das im Jahr 1994 unter Naturschutz gestellt wurde, erstreckt sich südöstlich der Ortsgemeinde Sargenroth. Durch das Gebiet verläuft die Landesstraße L 108.
Schutzzweck ist die Erhaltung und Entwicklung der zwischen dem nördlichen und mittleren Quarzithöhenzug des Soonwaldes und im Quellbereich des Lametbaches vorkommenden Biotope, hier insbesondere der artenreichen Feuchtwiesen, der typisch ausgebildeten Borstgrasrasen sowie des Eichen-Erlen-Birken-Sumpfwaldes.